# Taurisu ezers
Taurisu ezers este o arie protejată (arie specială de conservare — SAC, sit de importanță comunitară — SCI, arie de protecție specială avifaunistică — SPA) din Letonia întinsă pe o suprafață de 2,17 ha, integral pe uscat.

## Localizare
Centrul sitului Taurisu ezers este situat la coordonatele 57°34′30″N 26°11′10″E / 57.5751°N 26.186°E.

## Înființare
Situl Taurisu ezers a fost declarat arie de protecție specială avifaunistică în decembrie 2003 pentru a proteja 2 specii de plante. Alte tipuri de protecție:
- sit de importanță comunitară (în mai 2004)
- arie specială de conservare (în mai 2004)[1][3][4]

## Biodiversitate
Situată în ecoregiunea boreală, aria protejată conține 4 habitate naturale: Lacuri eutrofice naturale cu vegetație de tip Magnopotamion sau Hydrocharition, Lacuri și iazuri distrofice naturale, Mlaștini turboase de tranziție și turbării mișcătoare, Mlaștini împădurite.
La baza desemnării sitului se află mai multe specii protejate de  plante (2): Hamatocaulis lapponicus, Hamatocaulis vernicosus